# La Vie secrète des gens heureux
La Vie secrète des gens heureux  est un film québécois de Stéphane Lapointe réalisé en 2006.

## Synopsis
Thomas, étudiant en architecture, vit encore chez ses parents. Tandis que son père Bernard, riche architecte, s'étonne de ne trouver aucune trace apparente de ses gènes dans ce fils timoré et peu ambitieux, son épouse, mordue de jeux télévisés, se montre au contraire rassurante et optimiste. Le vent tourne lorsque Thomas fait la connaissance d'Audrey, une serveuse dégourdie qui, contre toute attente, cède à ses charmes discrets. Mais la belle cultive son mystère et se montre le plus souvent insaisissable.

## Fiche technique
- Réalisation : Stéphane Lapointe
- Montage : Richard Comeau
- Musique : Nathalie Boileau

## Distribution
- Gilbert Sicotte : Bernard Dufresne
- Marc Paquet : Thomas Dufresne
- Catherine De Léan : Audrey Marion
- Marie Gignac : Solange Dufresne
- Gilles Renaud : Jean-Pierre
- Anne Dorval : Florence
- Émilie Dionne : Catherine Dufresne
- Emily Shelton : Hiroko
- Yanick Fournier : Mari de Catherine
- Gabriel Arcand : Professeur d'architecture
- Catherine-Anne Toupin